# Vogtländisches Oberland
Vogtländisches Oberland é um antigo município da Alemanha localizado no distrito de Greiz, estado da Turíngia. Desde 31 de dezembro de 2012, foi desmembrado e passou a fazer parte dos municípios de Greiz e Zeulenroda-Triebes.